# Cupa României 2003-2004
Cupa României 2003-2004 a fost a 66-ediție a celui mai vechi turneu eliminator din fotbalul românesc. Finala s-a jucat pe Stadionul Cotroceni la 5 iunie 2004. În finală Dinamo București a învins Oțelul Galați cu scorul de 2 la 0, prin golurile marcate de Vlad Munteanu și Claudiu Niculescu.

## Șaisprezecimi
| Gaz Metan | 0 - 1  | Gloria Bistrița   |
| --------- | ------ | ----------------- |
|           | Raport | Sandu Negrean 20' |

| CS Oașul 1969 Negrești-Oaș | 1 - 2  | Național                                  |
| -------------------------- | ------ | ----------------------------------------- |
| N.Ilea 90+1' (penalty)     | Raport | Flavius Moldovan 45' Octavian Chihaia 88' |

| Petrolul Bolintin-Vale | 0 - 3  | Argeș Pitești                                            |
| ---------------------- | ------ | -------------------------------------------------------- |
| S. Vâlcu               | Raport | 9' Claudiu Drăgan 51' Ciprian Tănasă 90+2' Alin Năstăsie |

| Otopeni                                           | 3 - 3 (p) (d.p.) | Farul                                                    |
| ------------------------------------------------- | ---------------- | -------------------------------------------------------- |
| T.Dumitru 18' Cristian Dănălache 67' Cristean 90' | Raport           | 13' Vasilică Cristocea 42' Liviu Mihai 53' Ionuț Bădescu |
| Bunică · Cristean · Stoian · Niță · - Dănălache   | 4-3              | Negru · Cristocea · Onuț · Senin · Farmache ·            |

| Inter Gaz București               | 2 - 5  | Dinamo                                                                      |
| --------------------------------- | ------ | --------------------------------------------------------------------------- |
| Cristian Vlad 53' Dumitru Ene 67' | Raport | 4' Ianis Zicu 18' Ionel Dănciulescu 32' 80' Ciprian Marica 42' Iulian Tameș |

| Dacia Mioveni | 0 - 2  | Poli Timișoara                          |
| ------------- | ------ | --------------------------------------- |
|               | Raport | 56' Marius Șuleap 63' Cristian Silvășan |

| CSM Roman | 0 - 2  | Oțelul                                |
| --------- | ------ | ------------------------------------- |
|           | Raport | 77' Iulian Apostol 90' Victoraș Iacob |

| Altay Constanța        | 1 - 0  | FCM Bacău |
| ---------------------- | ------ | --------- |
| Bojescu A.Ioniță 90+1' | Raport |           |

| CSM Moinești  | 2 - 1  | FC Brașov        |
| ------------- | ------ | ---------------- |
| Râșcu 33' 56' | Raport | 36' Mugurel Buga |

| Pandurii | 0 - 3  | Rapid                                               |
| -------- | ------ | --------------------------------------------------- |
|          | Raport | 17' Robert Niță 57' Valentin Bădoi 61' Robert Ilyeș |

| Chimica Târnăveni | 0 - 1  | Unirea Alba Iulia |
| ----------------- | ------ | ----------------- |
|                   | Raport | Kovacs 47'        |

| Dunărea Galați | 0 - 2  | Petrolul                               |
| -------------- | ------ | -------------------------------------- |
|                | Raport | 73' Daniel Movilă 80' Orlando Gheorghe |

| Chimia Craiova | 0 - 4  | Steaua București                                                           |
| -------------- | ------ | -------------------------------------------------------------------------- |
|                | Raport | 34' Laurențiu Diniță 54' Mirel Rădoi 73' Daniel Oprița 89' Gabriel Boștină |

| ACB Ineu                 | 2 - 1  | Ceahlăul          |
| ------------------------ | ------ | ----------------- |
| Porumboiu 50' Mițiți 87' | Raport | 46' Mihai Nemțanu |

| Jiul Petroșani | 1 - 0  | FCU Craiova |
| -------------- | ------ | ----------- |
| Elisei 5'      | Raport |             |

| ACU Arad   | 1 - 2  | FC Bihor                           |
| ---------- | ------ | ---------------------------------- |
| Pocean 85' | Raport | 27' Marius Nicolae 85' Daniel Stan |

## Optimi
| FC Bihor | 0 - 1  | Rapid            |
| -------- | ------ | ---------------- |
|          | Raport | 14' Robert Ilyeș |

| Petrolul                                      | 2 - 1 (g.a.) | Steaua București         |
| --------------------------------------------- | ------------ | ------------------------ |
| Dragoș Mihalache 85' (pen.) Lucian Dobre 101' | Raport       | 6' Claudiu Nicu Răducanu |

| Unirea Alba Iulia                                                | 3 - 2 (g.a.) | Jiul Petroșani                            |
| ---------------------------------------------------------------- | ------------ | ----------------------------------------- |
| Tibor Florian Moldovan 73' Emeric Vascko 83' Adrian Nedelea 102' | Raport       | 52' George Vlasiu 89' (pen) Filip Popescu |

| Gloria Bistrița                                         | 3 - 1  | Altay Constanța    |
| ------------------------------------------------------- | ------ | ------------------ |
| Cornel Cornea 10' Sergiu Mândrean 14' Sergiu Costin 41' | Raport | 62' Ștefan Ciobanu |

| ACB Ineu                      | 2 - 11 | Poli Timișoara |
| ----------------------------- | ------ | --- |
| Claudiu Balaci 47' (pen), 78' | Raport | 18' Romeo Stancu 20' Irinel Voicu 41', 54', 61', 77' Ciprian Prodan 44' Cristian Silvășan 74' (autogol) Porumboiu 87', 92' Silviu Bălace |

| Argeș Pitești      | 1 - 0  | CSM Moinești |
| ------------------ | ------ | ------------ |
| Marius Bilașco 89' | Raport |              |

| Dinamo                                                                                    | 5 - 1  | Otopeni      |
| ----------------------------------------------------------------------------------------- | ------ | ------------ |
| Ianis Zicu 25', 79' Ionel Dănciulescu 38' (pen) Claudiu Niculescu 56' Adrian Iordache 87' | Raport | 88' Cristean |

| Național                                  | 2 - 3 (g. a.) | Oțelul                                                             |
| ----------------------------------------- | ------------- | ------------------------------------------------------------------ |
| Bobby Verdeș 19' (penalty) Ionuț Savu 72' | Raport        | 67' (penalty) Victoraș Iacob 75' Daniel George 93' Iulian Munteanu |

## Sferturi

### Tur
| Gloria Bistrița   | 1 - 0  | Poli Timișoara |
| ----------------- | ------ | -------------- |
| Sergiu Costin 35' | Raport |                |

| Dinamo                                                                                     | 7 - 0  | Petrolul |
| ------------------------------------------------------------------------------------------ | ------ | -------- |
| Ianis Zicu 13' Ionel Dănciulescu 26', 65', 79' Iulian Tameș 45', 46' Claudiu Niculescu 57' | Raport |          |

| Oțelul                                  | 2 - 0  | Rapid |
| --------------------------------------- | ------ | ----- |
| Iulian Apostol 19' Cosmin Mărginean 37' | Raport |       |

| Argeș Pitești                                             | 4 - 0  | Unirea Alba Iulia |
| --------------------------------------------------------- | ------ | ----------------- |
| Nicolae Dică 04', 28' Iulian Crivac 07' Alin Năstăsie 72' | Raport |                   |

### Retur
| Poli Timișoara       | 1 - 1  | Gloria Bistrița  |
| -------------------- | ------ | ---------------- |
| Aurelian Dumitru 22' | Raport | 103' Ionuț Pereș |

Gloria Bistrița a câștigat cu scorul de 2 - 1 la general.
| Petrolul            | 1 - 2  | Dinamo                                    |
| ------------------- | ------ | ----------------------------------------- |
| Marius Irimescu 71' | Raport | 16' Claudiu Niculescu 48' Ștefan Grigorie |

FC Dinamo București a câștigat cu scorul de 9 - 1 la general.
| Rapid              | 1 - 0  | Oțelul |
| ------------------ | ------ | ------ |
| Valentin Bădoi 71' | Raport |        |

FC Oțelul Galați a câștigat cu scorul de 2 - 1 la general.
| Unirea Alba Iulia | 0 - 1  | Argeș Pitești      |
| ----------------- | ------ | ------------------ |
|                   | Raport | 76' Ciprian Tănasă |

FC Argeș Pitești a câștigat cu scorul de 5 - 0 la general.

## Semifinale

### Tur
| Argeș Pitești      | 1 - 0  | Dinamo |
| ------------------ | ------ | ------ |
| Ciprian Tănasă 69' | Raport |        |

| Gloria Bistrița | 0 - 1  | Oțelul                |
| --------------- | ------ | --------------------- |
|                 | Raport | 69' (pen) Mircea Ilie |

### Retur
| Dinamo                                          | 2 - 0  | Argeș Pitești |
| ----------------------------------------------- | ------ | ------------- |
| Ștefan Grigorie 34' Ionel Dănciulescu 62' (pen) | Raport |               |

Dinamo București a câștigat cu scorul de 2 - 1 la general.
| Oțelul                                                                   | 4 - 0  | Gloria Bistrița |
| ------------------------------------------------------------------------ | ------ | --------------- |
| Cosmin Mărginean 01' Cornel Dobre 22' Ciprian Danciu 73' Aurel Călin 77' | Raport |                 |

Oțelul Galați a câștigat cu scorul de 5 - 0 la general.

## Finala
Finala s-a jucat pe Stadionul Cotroceni la data de 5 iunie 2004.
| Dinamo                                  | 2 - 0  | Oțelul |
| --------------------------------------- | ------ | ------ |
| Vlad Munteanu 66' Claudiu Niculescu 77' | Raport |        |